# PIAS Recordings
[PIAS] Recordings és una discogràfica internacional. Entre els seus artistes més prolífics hi ha We Are Balboa, Little Barrie, The Legendary Pink Dots, Young Gods, The Neon Judgement, La Muerte, Sigur Rós, Bohren & der Club of Gore, Mogwai, DJ Format, Front 242, Soulwax, Tiga, Vitalic, Mark B, Editors, Voicst, Click Click, Stone Gods and Scala & Kolacny Brothers.

## Artistes que han signat amb PIAS Recordings
| - Agnes Obel - An Pierlé & White Velvet - Armand Van Helden - Bohren & der Club of Gore - Borghesia - Campag Velocet - The Chapman Family - Cold Water Flat - Daan - Dinosaur Jr - Editors - Enter Shikari - Everlast - Freestylers | - Gabriel Rios - Ghinzu - Headphone - Hollywood Mon Amour - Hooverphonic - Harper Simon - Joan As Police Woman - Junior Jack - Justin Nozuka - Le Peuple de l'Herbe - Magnapop - Millionaire - Miossec - Moose - Morcheeba | - Múm - Nouvelle Vague - Ojos de Brujo - Operator Please - Phoebe Killdeer & The Short Straws - Placebo - Rodrigo Y Gabriela - Röyksopp - Senor Coconut - Soap&Skin - Soulwax | - Stereo MC's - Stone Gods - The Answer - The Jim Jones Revue - The Neon Judgement - The Whip - The Young Gods - Thirteen Senses - Trisomie 21 - We Are Scientists |